# Klaus-Peter Neitzke
Klaus-Peter Neitzke (* 1967 in Nordhausen) ist ein deutscher Maschinenbauer und Professor für Automatisierungssysteme an der Hochschule Nordhausen.

## Leben und beruflicher Werdegang
Klaus-Peter Neitzke wurde 1967 in Nordhausen am Harz geboren. Von 1984 bis 1987 erlernte er in der Kältetechnik Niedersachswerfen und der Netzschkauer Maschinenfabrik NEMA den Beruf des Maschinen- und Anlagenmonteurs und erhielt das Abitur. Von 1989 bis 1994 studierte er Strömungsmechanik und Thermodynamik an der Technischen Universität Dresden. Danach war er wissenschaftlicher Mitarbeiter am Institut für Strömungsmechanik und am Institut für Luft- und Raumfahrttechnik der Technischen Universität Dresden, später am Deutschen Zentrum für Luft- und Raumfahrt in Göttingen. Von 2001 bis 2013 war Klaus-Peter Neitzke Testingenieur im Bereich experimentelle Aerodynamik bei Airbus. Seit dem 1. März 2013 ist er Professor für Automatisierungssysteme an der Fachhochschule Nordhausen. Er wohnt in Nordhausen.

## Werke
- Experimentelle Untersuchung und numerische Modellierung von wandnahen thermischen Auftriebsströmungen, Dresden 1999, DNB 956504760, OCLC 76061791.
- Rotary Wing Micro Air Vehicle Endurance, Conference IMAV 2013, Toulouse 2013.
- Songbird – AN Innovative Uas Combining the Advantages of Fixed Wing and Multi Rotor Uas. In: The International Archives of the Photogrammetry, Remote Sensing and Spatial Information Sciences (Bd. XL-1/W4, 2015: 345-349), DNB 1143758773, OCLC 7180800490, OCLC 5878775840.